# Salto (departman)
Departman Salto je departman na sjeverozapadu Urugvaja. Graniči s departmanom Artigas na sjeveru, Paysandúom na jugu, Riverom i Tacuarembóm na istoku. Rijeka Urugvaj na zapadu čini granicu s Argentinom. Sjedište departmana je grad Salto. Prema popisu stanovništva iz 2011. godine, departman ima 124.878 stanovnika. 

## Stanovništvo i demografija
Prema popisu stanovništva iz 2011. godine na području departmana živi 124.878 stanovnika (61.071 muškaraca i 63.807 žena) u 42.486 kućanstava.
- Prirodna promjena: 0.552 %
  - Natalitet: 17,32 ‰
  - Mortalitet: 8,26 ‰
- Prosječna starost: 29 godina
  - Muškarci: 27,6 godine
  - Žene: 30,3 godina
- Očekivana životna dob: 75,03 godina
  - Muškarci: 72,07 godine
  - Žene: 78,20 godina
- Prosječni BDP po stanovniku: 8.409 urugvajskih pesosa mjesečno

- Izvor: Statistička baza podataka 2010.[2]

| Grad                                  | Stanovništvo  |
| ------------------------------------- | ------------- |
| Salto                                 | 104.028       |
| Constitución                          | 2.762         |
| Belén                                 | 1.926         |
| Colonia Lavalleja (Migliaro+Lluveras) | 956 (733+223) |
| San Antonio                           | 877           |

| Naselje             | Stanovništvo |
| ------------------- | ------------ |
| Colonia 18 de Julio | 750          |
| Albisu              | 544          |
| Rincón de Valentín  | 481          |
| Colonia Itapebí     | 460          |
| Termas del Daymán   | 356          |
| Garibaldi           | 354          |
| Biassini            | 345          |

## Vanjske poveznice
- (šp.) Departman Salto - službene stranice